# Cymbidium haematodes
Cymbidium haematodes är en orkidéart som beskrevs av John Lindley. Cymbidium haematodes ingår i släktet Cymbidium, och familjen orkidéer. Inga underarter finns listade i Catalogue of Life.